# Herriko Plaza
Herriko Plaza är en ort i Spanien.   Den ligger i provinsen Bizkaia och regionen Baskien, i den norra delen av landet, 300 km norr om huvudstaden Madrid. Herriko Plaza ligger 126 meter över havet och antalet invånare är 686.
Terrängen runt Herriko Plaza är huvudsakligen kuperad, men söderut är den bergig. Herriko Plaza ligger nere i en dal. Runt Herriko Plaza är det glesbefolkat, med 16 invånare per kvadratkilometer. Närmaste större samhälle är Bilbao, 18,4 km nordväst om Herriko Plaza. I omgivningarna runt Herriko Plaza växer i huvudsak blandskog.